# 아부리잘 바크리에
아부리잘 바크리에(인도네시아어: Aburizal Bakrie)는 인도네시아의 정치인으로, 전 노동당의 총재이다. 2014년 대선에 출마했으나, 위대한 인도네시아 운동당(거린드라) 후보 프라보워 수비안토 지지를 선언하며 사퇴했다.